# Ezequiel Ponce
Ezequiel Ponce (Rosario, Santa Fe, Argentina, 29 de marzo de 1997) es un futbolista argentino que juega como delantero y su equipo es el Houston Dynamo F. C., de la Major League Soccer.

## Trayectoria

### Newell's Old Boys

#### Inferiores
Ponce llegó a la institución a los ocho años. Antes, jugó dos años en el baby de Rosario Sur, un club de barrio de la ciudad. Un cortocircuito entre su padre y los dirigentes terminó de convencer a la familia de buscar un nuevo horizonte. "¿Querés probarte en Newell's?". En el predio de Malvinas, allí donde alguna vez correteo Lionel Messi con una pelota pegada a su pie izquierdo, quedaron encantados con sus cualidades del joven atacante argentino.
En 2012, Ponce marcó 35 goles jugando para la octava división. Fue el máximo artillero de todos los equipos de AFA en las seis categorías. Ese año integró el seleccionado Sub-17. En 2013, se despachó con 22 goles en séptima. Su registro se interrumpió ante la decisión de Alfredo Berti de subirlo al plantel de Primera.

#### Temporada 2013/14
Debutó con apenas 16 años en la Primera División de Argentina con la camiseta de Newell's que tenía como DT a Alfredo Berti que lo puso en el partido contra Quilmes AC ingreso a los 88 minutos en reemplazo de Fabián Muñoz, y eso lo puso automáticamente como el jugador más joven del club en debutar en la historia del equipo rosarino. Después de dos derrotas consecutivas 1 por el Torneo Final y otro por la Copa Libertadores tendría una victoria con su primer gol llegaría el 15 de marzo contra Racing Club en el Torneo Final por la fecha 8, se convirtió en uno de los jugadores más jóvenes en anotar un gol en el Fútbol Argentino tras un desborde Eugenio Isnaldo tiro el centro que Ponce se anticipó a su marcador y definió cayéndose empujándola al arco que cuidaba Sebastián Saja el juvenil puso el 1-0 con el que su equipo se puso en ventaja.
El 25 de abril de 2014 convierte un gol a CA Tigre en lo que fue victoria de Newell's Old Boys en el Estadio Marcelo Bielsa fue tras una gran secuencia de toques derivo a Enzo Beloso que tiro un centro a la cabeza Ezequiel Ponce puso el 1-1 parcial a los 9 minutos del segundo tiempo que terminó en el triunfo 2-1 final y unos nuevos 3 puntos para el club rosarino. El 10 de mayo de 2014 marca su primer doblete en su corta carrera en Newell's Old Boys en la ante última fecha del Torneo Final ante All Boys fue una victoria 4 a 2, el primero de Ponce fue un pase de Cristian Díaz que a la velocidad definió cruzado al arco al palo más lejano del arquero y el segundo fue tras un desvió le quedó a Nicolás Castro se metió con mucha comodidad por el área y tocó al medio para que el chico Ponce empujara el balón al gol para marcar el segundo de la lepra. La primera temporada de Ezequiel Ponce fue la gran revelación de Newell's Old Boys por su joven edad en la que debutó sino también muy buena con buenas actuaciones y goles jugó en total por todas las competiciones 22 partidos y concluyó en 4 goles.
El 2 de julio la comisión directiva rojinegra votó la moción de no aceptar la oferta de cinco millones de dólares por la mitad del pase que hizo un grupo económico, por ahora, no. La dirigencia de Newell's decidió no desprenderse por ahora de Ezequiel Ponce y desechó la oferta que había llegado por la mitad de su pase.

### A. S. Roma
En la temporada 2015-16 llegó a la A. S. Roma con apenas 18 años, tras destacar en Newell's Old Boys argentino. Sin embargo, nunca llegó a debutar con el primer equipo de la Roma, que le cedió en tres campañas consecutivas: a Granada, Lille y AEK Atenas.

#### Cesiones
El 5 de agosto de 2016 la A. S. Roma y el Granada Club de Fútbol llegaron a un acuerdo para que jugara en calidad de cedido en el equipo nazarí durante la temporada 2016-17, en la que disputó 27 partidos y anotó dos goles.
En la temporada 2017-18 fue cedido al Lille O. S. C. de la Ligue 1, donde anotó tres goles en 32 partidos.
En la temporada 2018-19 llegó cedido al AEK Atenas F. C. de la Superliga de Grecia, donde convirtió 21 goles en 43 partidos disputados.

### Spartak de Moscú
En junio de 2019 firmó por el Spartak de Moscú en un traspaso cifrado en tres millones de euros. Jugó durante dos temporadas y media. En 73 partidos disputados, anotó 25 goles y dio 5 asistencias.

### Elche C. F.
El 31 de enero de 2022 llegó cedido el Elche C. F. de la Primera División de España hasta final de temporada. Al término de la misma fue ejercida la opción de compra que incluía la cesión y firmó un contrato por cuatro temporadas. Tras la primera de ellas regresó al AEK Atenas F. C.

### AEK Atenas
En agosto de 2023, fichó por AEK Atenas, donde firmó contrato hasta junio de 2026.

## Selección nacional
El 6 de marzo de 2015 el entrenador del seleccionado sub-20, Humberto Grondona, lo incluyó en la preselección de cara a la Copa Mundial Sub-20 que se llevó a cabo en Nueva Zelanda. Los entrenamientos y amistosos comenzaron a fines de marzo y siguieron todo abril, hasta que la lista final de jugadores que viajaron al mundial se anunció en los primeros días de mayo. Finalmente, no fue convocado a la cita mundial.
En septiembre de 2019 volvió a ser convocado por Fernando Batista para disputar dos amistosos con la selección sub-23 frente a Colombia y Bolivia.
En verano de 2021 acudió a los Juegos Olímpicos de Tokio 2020 con la selección de Argentina.

### Sub-23

#### Participaciones en Juegos Olímpicos
| Torneo                | Sede  | Resultado      | Partidos | Goles |
| --------------------- | ----- | -------------- | -------- | ----- |
| Juegos Olímpicos 2020 | Tokio | Fase de grupos | 1        | 0     |

## Estadísticas

### Clubes
Actualizado hasta su último partido disputado el 12 de julio de 2025.
| Club                                | Div.          | Temporada     | Liga  | Liga  | Liga   | Copas nacionales | Copas nacionales | Copas nacionales | Copas internacionales | Copas internacionales | Copas internacionales | Total | Total | Total  |
| Club                                | Div.          | Temporada     | Part. | Goles | Asist. | Part.            | Goles            | Asist.           | Part.                 | Goles                 | Asist.                | Part. | Goles | Asist. |
| ----------------------------------- | ------------- | ------------- | ----- | ----- | ------ | ---------------- | ---------------- | ---------------- | --------------------- | --------------------- | --------------------- | ----- | ----- | ------ |
| C. A. Newell's Old Boys Argentina   | 1.ª           | 2013-14       | 17    | 4     | 2      | ―                | ―                | ―                | 4                     | 0                     | 0                     | 21    | 4     | 2      |
| C. A. Newell's Old Boys Argentina   | 1.ª           | 2014          | 1     | 0     | 0      | 1                | 0                | 0                | ―                     | ―                     | ―                     | 2     | 0     | 0      |
| C. A. Newell's Old Boys Argentina   | 1.ª           | 2015          | 9     | 1     | 1      | 1                | 0                | 0                | ―                     | ―                     | ―                     | 10    | 1     | 1      |
| C. A. Newell's Old Boys Argentina   | Total club    | Total club    | 27    | 5     | 3      | 2                | 0                | 0                | 4                     | 0                     | 0                     | 33    | 5     | 3      |
| Granada C. F. · España              | 1.ª           | 2016-17       | 25    | 2     | 1      | 2                | 0                | 0                | ―                     | ―                     | ―                     | 27    | 2     | 1      |
| Granada C. F. · España              | Total club    | Total club    | 25    | 2     | 1      | 2                | 0                | 0                | 0                     | 0                     | 0                     | 27    | 2     | 1      |
| Lille O. S. C. Francia              | 1.ª           | 2017-18       | 28    | 2     | 1      | 4                | 1                | 0                | ―                     | ―                     | ―                     | 32    | 3     | 1      |
| Lille O. S. C. Francia              | Total club    | Total club    | 28    | 2     | 1      | 4                | 1                | 0                | 0                     | 0                     | 0                     | 32    | 3     | 1      |
| AEK Atenas F. C. · Grecia           | 1.ª           | 2018-19       | 27    | 16    | 4      | 7                | 5                | 0                | 9                     | 0                     | 0                     | 43    | 21    | 4      |
| AEK Atenas F. C. · Grecia           | 1.ª           | 2023-24       | 29    | 15    | 0      | 2                | 0                | 0                | 7                     | 1                     | 0                     | 38    | 16    | 0      |
| AEK Atenas F. C. · Grecia           | Total club    | Total club    | 56    | 31    | 4      | 9                | 5                | 0                | 16                    | 1                     | 0                     | 81    | 37    | 4      |
| Spartak de Moscú · Rusia            | 1.ª           | 2019-20       | 27    | 6     | 1      | 3                | 3                | 0                | 4                     | 2                     | 0                     | 34    | 11    | 1      |
| Spartak de Moscú · Rusia            | 1.ª           | 2020-21       | 25    | 9     | 3      | 3                | 1                | 0                | ―                     | ―                     | ―                     | 28    | 10    | 3      |
| Spartak de Moscú · Rusia            | 1.ª           | 2021-22       | 7     | 4     | 1      | ―                | ―                | ―                | 4                     | 0                     | 0                     | 11    | 4     | 1      |
| Spartak de Moscú · Rusia            | Total club    | Total club    | 59    | 19    | 5      | 6                | 4                | 0                | 8                     | 2                     | 0                     | 73    | 25    | 5      |
| Elche C. F. · España                | 1.ª           | 2021-22       | 13    | 1     | 0      | ―                | ―                | ―                | ―                     | ―                     | ―                     | 13    | 1     | 0      |
| Elche C. F. · España                | 1.ª           | 2022-23       | 34    | 4     | 0      | 3                | 2                | 1                | ―                     | ―                     | ―                     | 37    | 6     | 1      |
| Elche C. F. · España                | Total club    | Total club    | 47    | 5     | 0      | 3                | 2                | 1                | 0                     | 0                     | 0                     | 50    | 7     | 1      |
| Houston Dynamo F. C. Estados Unidos | 1.ª           | 2024          | 12    | 5     | 0      | ―                | ―                | ―                | 3                     | 1                     | 0                     | 15    | 6     | 0      |
| Houston Dynamo F. C. Estados Unidos | 1.ª           | 2025          | 20    | 7     | 1      | 2                | 2                | 0                | —                     | —                     | —                     | 22    | 9     | 1      |
| Houston Dynamo F. C. Estados Unidos | Total club    | Total club    | 32    | 12    | 1      | 2                | 2                | 0                | 3                     | 1                     | 0                     | 37    | 15    | 1      |
| Total carrera                       | Total carrera | Total carrera | 274   | 76    | 15     | 28               | 14               | 1                | 31                    | 4                     | 0                     | 333   | 94    | 16     |
| 1. 2.                               |               |               |       |       |        |                  |                  |                  |                       |                       |                       |       |       |        |

### Selecciones nacionales
Actualizado hasta su último partido disputado el 25 de julio de 2021.
| Selección        | Año             | Amistosos | Amistosos | Amistosos | Eliminatorias | Eliminatorias | Eliminatorias | Continental | Continental | Continental | Mundial | Mundial | Mundial | Total | Total | Total  |
| Selección        | Año             | Part.     | Goles     | Asist.    | Part.         | Goles         | Asist.        | Part.       | Goles       | Asist.      | Part.   | Goles   | Asist.  | Part. | Goles | Asist. |
| ---------------- | --------------- | --------- | --------- | --------- | ------------- | ------------- | ------------- | ----------- | ----------- | ----------- | ------- | ------- | ------- | ----- | ----- | ------ |
| Sub-20 Argentina | 2017            | 3         | 2         | 0         | —             | —             | —             | —           | —           | —           | 3       | 0       | 0       | 6     | 2     | 0      |
| Sub-20 Argentina | Total           | 3         | 2         | 0         | 0             | 0             | 0             | 0           | 0           | 0           | 3       | 0       | 0       | 6     | 2     | 0      |
| Sub-23 Argentina | 2019            | 3         | 3         | 0         | —             | —             | —             | —           | —           | —           | —       | —       | —       | 3     | 3     | 0      |
| Sub-23 Argentina | 2021            | 3         | 0         | 0         | —             | —             | —             | —           | —           | —           | 2       | 0       | 0       | 5     | 0     | 0      |
| Sub-23 Argentina | Total           | 6         | 3         | 0         | 0             | 0             | 0             | 0           | 0           | 0           | 2       | 0       | 0       | 8     | 3     | 0      |
| Total selección  | Total selección | 9         | 5         | 0         | 0             | 0             | 0             | 0           | 0           | 0           | 5       | 0       | 0       | 14    | 5     | 0      |
| 1.               |                 |           |           |           |               |               |               |             |             |             |         |         |         |       |       |        |

### Hat-tricks
| 1 | 21 de enero de 2024 | Estadio Peristeri, Atenas | Atromitos F. C. - AEK Atenas F. C. |  | 0 - 5 | Superliga de Grecia 2023-24 |